# Circondario della Sassonia Settentrionale
Il circondario della Sassonia Settentrionale (in tedesco Landkreis Nordsachsen) è un circondario della Sassonia, in Germania.
Il capoluogo è Torgau, il centro maggiore Delitzsch.

## Storia
È stato creato il 1º agosto 2008 dall'unione dei circondari di Delitzsch e Torgau-Oschatz.

## Geografia antropica
(Abitanti il 31 dicembre 2022)

### Città
1. Bad Düben (7 880)
2. Belgern-Schildau (7 577)
3. Dahlen (4 171)
4. Delitzsch, grande città circondariale (25 244)
5. Dommitzsch (2 400)
6. Eilenburg, grande città circondariale (16 031)
7. Mügeln (5 792)
8. Oschatz, grande città circondariale (14 195)
9. Schkeuditz, grande città circondariale (19 189)
10. Taucha (15 816)
11. Torgau, grande città circondariale (19 802)

### Comuni
1. Arzberg (1 848)
2. Beilrode (4 049)
3. Cavertitz (2 161)
4. Doberschütz (4 090)
5. Dreiheide (2 133)
6. Elsnig (1 378)
7. Jesewitz (3 074)
8. Krostitz (4 155)
9. Laußig (3 536)
10. Liebschützberg (2 937)
11. Löbnitz (2 126)
12. Mockrehna (5 011)
13. Naundorf (2 200)
14. Rackwitz (5 480)
15. Schönwölkau (2 685)
16. Trossin (1 278)
17. Wermsdorf (5 239)
18. Wiedemar (5 436)
19. Zschepplin (2 911)

### Comunità amministrative
Di seguito sono riportate le comunità amministrative (Verwaltungsgemeinschaft e Verwaltungsverband) con i rispettivi comuni membri delle comunità:
1. Verwaltungsgemeinschaft Beilrode: Arzberg e Beilrode
2. Verwaltungsgemeinschaft Dommitzsch: Dommitzsch, Elsnig e Trossin
3. Verwaltungsgemeinschaft Torgau: Dreiheide e Torgau
4. Verwaltungsgemeinschaft Krostitz-Schönwölkau: Krostitz e Schönwölkau
5. Verwaltungsverband Eilenburg-West: Jesewitz e Zschepplin